# Études Traditionnelles
Études Traditionnelles (în traducere Studii Tradiționale) a fost o revistă din Franța creată de către René Guénon cu scopul de a publica articole pe teme de tradiții religioase, ezoterism, metafizică sau simbolism.

## Istoric
Études Traditionnelles este succesoarea revistei Le Voile d'Isis (Voalul lui Isis), apărută la Paris în anul 1889. Revista era publicația săptămânală a Grupului Independent de Studii Ezoterice din Paris. Acolo apăreau articole despre ezoterism, ocultism, masonerie sau astrologie. René Guénon a devenit și el corespondent al acestei reviste, iar din anul 1936 a reușit să preia conducerea publicației și să-i schimbe denumirea în Études Traditionnelles, axând-o pe studiile tradiției primordiale. 
Revista avea inițial o apariție lunară. Primul număr a apărut în ianuarie 1936, iar ultimul număr la finalul anului 1992 când revista devenise trimestrială. În această perioadă de câteva decenii, în paginile revistei au apărut numeroase studii și articole semnate de Guénon și de alți simpatizanți ai ideilor sale, între care Ananda Coomaraswamy, Frithjof Schuon, Titus Burckhardt, Mihai Vâlsan, Léo Schaya sau Jean Reyor.